# Peter Sünnenwold
Peter Sünnenwold (* 12. April 1942 in Lübeck) ist ein deutscher CDU-Politiker.

## Leben
Nach seiner Lehre zum Groß- und Außenhandelskaufmann war Sünnenwold zwei Jahre in den USA tätig, anschließend 18 Monate bei der Bundeswehr.
CDU-Mitglied ist er seit 1989. Er gehört seit 1987, zunächst als Nachrücker der Unabhängigen Lübecker Bürger, der Lübecker Bürgerschaft an. Als Abgeordneter ist er als Vertreter der Stadt in verschiedenen Ausschüssen und Mitglied mehrerer Aufsichtsräte. Vom 3. April 2003 war Sünnenwold Stadtpräsident in der Hansestadt Lübeck und somit nach der Stadtverfassung von 1946 oberster Repräsentant der Stadt. In dieser Zeit ließ er sein Amt als Vorsitzender der Lübecker Mittelstandsvereinigung der CDU ruhen. Am 26. Juni 2008 gab er das Amt ab und fungiert als stellvertretender Stadtpräsident. Diese Aufgabe hatte er bereits von 1998 bis 2003 inne. Gabriele Schopenhauer trat seine Nachfolge als Präsidentin an.
Seit 1978 ist Peter Sünnenwold Freimaurer der Lübecker Loge Zur Weltkugel.